# Sigurður Eggerz
Sigurður Eggerz (1 de março de 1875 – 16 de novembro de 1945) foi um político islandês. Ocupou o cargo de Primeiro-ministro da Islândia por duas vezes, sendo a primeira de 21 de julho de 1914 até 4 de maio de 1915 e a segunda de 7 de março de 1922 até 22 de março de 1924.